# François Mattei

Wappen

François Mattei (* 19. August 1709 in Rom, Kirchenstaat; † 15. August 1794 ebenda) war ein römisch-katholischer Geistlicher.

## Leben
François Mattei wurde 1709 in Rom geboren. Er war der Sohn von Alessandro, dem zweiten Herzog von Giove, und Teresa Naro. Er war der jüngere Bruder von Girolamo, dem dritten Herzog von Giove, und von Kardinal Luigi Mattei.
Am 19. September 1733 wurde er zum Priester geweiht.
Im Jahr 1740 legte er den Grundstein für die Kirche Santa Maria Assunta di Giove, eine neue Pfarrkirche, die sein Bruder Girolamo für das Familienlehen in Auftrag gegeben hatte. Er war es, der das Gebäude im Jahr 1755 nach seiner Fertigstellung segnete.
Papst Benedikt XIV. ernannte ihn am 28. März 1757 zum Titularerzbischof von Titularerzbistum Corinthus. Giovanni Antonio Guadagni, Kardinalbischof von Porto-Santa Rufina, weihte ihn am 3. April 1757 zum Bischof. Mitkonsekratoren waren Domenico Giordani, Titularerzbischof von Nicomedia, und Giovanni Battista Giampè, Titularbischof von Philippopolis in Arabia. Papst Benedikt XIV. ernannte ihn am 13. März 1758 zum Titularpatrarchen von Alexandria. Gleichzeitig wurde er Kanoniker der Lateranbasilika.
Er wurde in der Familienkapelle in der Basilika Santa Maria in Aracoeli begraben.